# Клімат Ліхтенштейну
Клімат Ліхтенштейну характеризується порівняною м'якістю, що обумовлена замкнутістю країни у міжгірській улоговині.
Особливо сприятливим кліматом відрізняється долина Рейну. Тут м'яка зима, відносно рання весна і суха, тепла осінь. Середньорічна температура — +9,5 °. Середня температура січня тут усього 0 °, а середня липня — +18 °. Щоправда, час від часу й на рівнині бувають сильні похолодання до −20 °, але це велика рідкість. Середньорічна кількість опадів у долині досягає 800 мм, причому 2/3 з них припадає на вегетаційний період.
У горах клімат більш суворий. Середня січнева температура падає там до −6…-10 °, липнева — до +14…+12 °. Кількість опадів збільшується до 1200 мм. Взимку довго лежить сніг.
Велику роль відіграють у Ліхтенштейні фени. Це, переважно, сильні та поривчасті вітри з високою температурою і низькою відносною вологістю повітря, що віють з гір у долини.
Зазвичай, фен дме одну добу, але іноді триває і до п'яти діб, причому перепади температури та вологості повітря можуть бути вельми швидкими та різкими. Фен продовжує час вегетації рослин навесні та восени. Хороший ріст винограду та кукурудзи викликаний саме пом'якшувальним впливом цього теплого південного вітру. У Ліхтенштейні, як і в австрійській землі Тіроль, фен, у зв'язку з цим, називається «кукурудзяним вітром». У князівстві місцеві селяни говорять, що три дні фена варті трьох тижнів дощу. Влітку фен часто завдає шкоди — висушує ґрунт і негативно впливає на ріст фруктових дерев. Іноді ж фен досягає такої сили, що вириває з коренем дерева та руйнує села. Такі явища в Ліхтенштейні відбуваються, однак, вельми рідко.